# Língua elamita

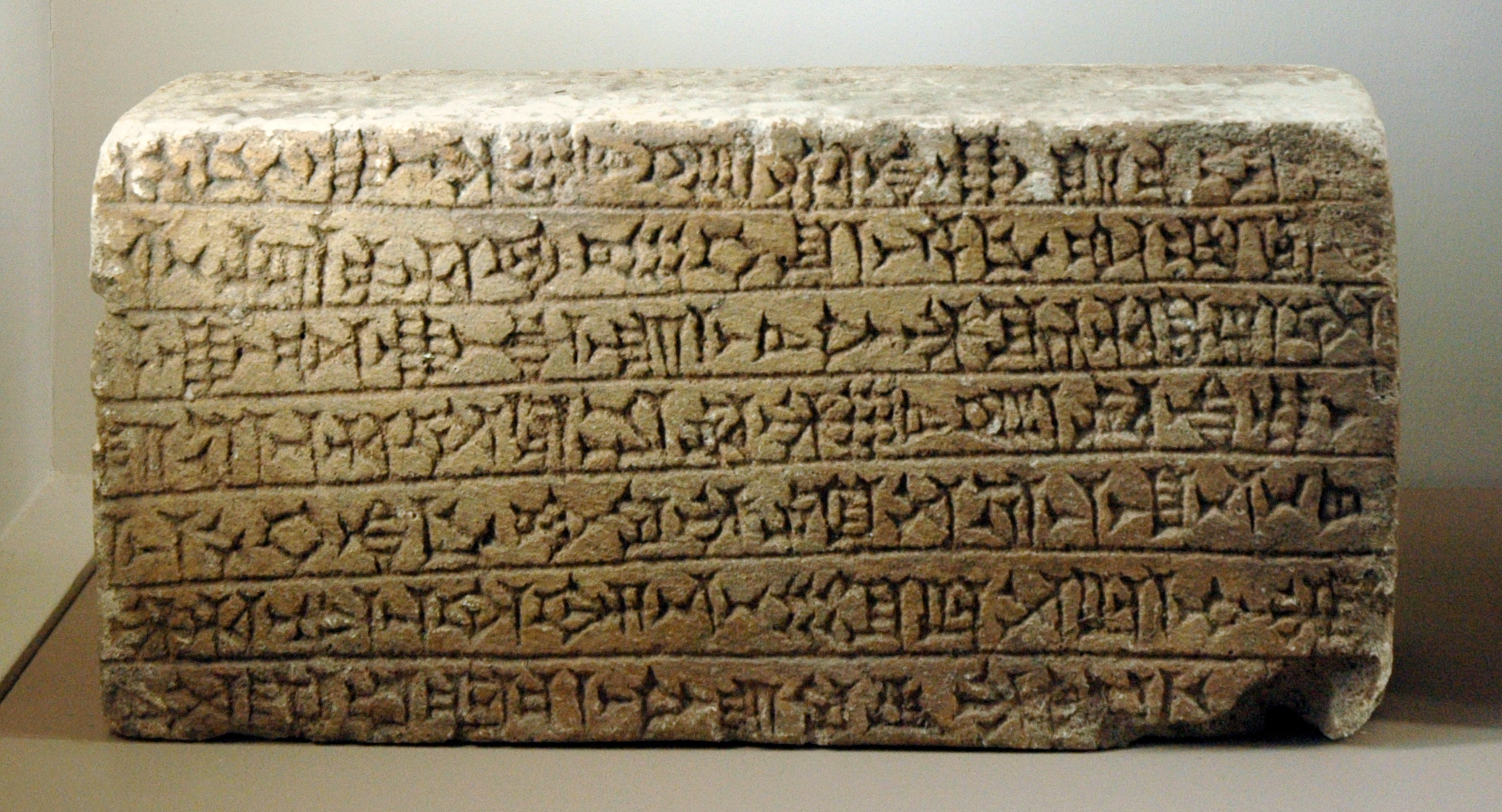
Inscrição de Silaque-Insusinaque de Susa, por volta de 1140 a.C.

O elamita é uma língua morta que era falada pelos antigos elamitas. Foi a língua oficial do Império Aquemênida do século VI ao IV a.C. Os registros escritos mais recentes do idioma datam da conquista do Império Aquemênida por Alexandre, o Grande.
Os linguistas creem que o elamita não tem relação nem com as línguas semíticas vizinhas, nem com as indo-europeias. Alguns autores enxergam um parentesco com o ramo dravídico, outros, com o afro-asiático. Há ainda a possibilidade de o elamita ser uma prima isolada e divergente de outras línguas da família nostrática, tendo como primo idiomático mais próximo o imenso tronco indo-europeu vizinho.